# Ente Delta Padano
L'Ente Delta Padano è stato un organismo istituito nel 1951 per la bonifica del Delta del Po; fu soppresso nel 1976.

## Storia
L'Ente per la colonizzazione del Delta Padano fu istituito dal Ministero dell'agricoltura e delle foreste con DPR n. 69 del 7/2/1951, ai sensi della Legge n. 841 del 21/10/1950 sulla riforma agraria.
Aveva lo scopo di bonificare lagune, valli da pesca ed espropriare parte del latifondo e introdurre al suo posto la piccola proprietà contadina a riscatto.
I terreni bonificati furono assegnati a braccianti agricoli disoccupati, abitanti nei comuni limitrofi. Diventarono così "coltivatori diretti" in quanto coltivavano il podere con la sola forza familiare e traevano da questo lavoro l'unica fonte di reddito.
Erano obbligati a corrispondere annualmente allo Stato una quota economica di “riscatto”, ed erano vincolati al cosiddetto “Patto di riservato dominio dello Stato” che impediva loro la libera vendita del terreno. Gli assegnatari sarebbero divenuti proprietari dei terreni coltivati dopo 30 anni di versamento delle “quote di riscatto”.
Il territorio gestito dall'Ente interessava le province di Venezia, Rovigo, Ferrara e Ravenna.
Andava a completare una grande opera di bonifica iniziata nei due secoli precedenti principalmente con la realizzazione del Cavo Napoleonico e del Cavo Benedettino.
Furono realizzate varie opere: strade, scuole, chiese, case con relativa stalla, ambulatori, canali scolmatori e varie opere di bonifica. Furono progressivamente assegnate le terre così ottenute ai contadini con obbligo di residenza nell'abitazione costruita sul fondo agricolo.
La superficie interessata agli interventi era inizialmente di 4.000 ettari; successivamente ampliata con ulteriori interventi individuati e finanziati con Legge 9/7/1957 nº 600, Legge 23/3/1964 nº 207, Legge 13/5/1965 nº 431, per una superficie di circa 24.000 ettari, così suddivisi:
- comprensorio del Mezzano ha 18.000; comprensorio Pega, Rillo e Zevelea ha 2.800; comprensorio Giralda, Gaffaro e Falce ha 2.300; in Provincia di Ferrara;
- comprensorio Mea ha 450; comprensorio Moceniga ha 300; in Provincia di Rovigo.

Le dimensioni del fondo agricolo (podere) assegnato erano inizialmente di 10/15 ettari, tenendo conto anche del numero dei figli. Successivamente la superficie arrivò anche a moduli di circa 19 ettari, attribuiti secondo i criteri stabiliti dall'art. 9 della Legge 9/7/1957 nº 600.
Con Legge n. 901 del 14/7/1965, venne trasformato in ente “di sviluppo”, assumendo poi, con il DPR n. 257 del 14/1/1966, la denominazione di Ente Delta padano – Ente di sviluppo.
Fu sciolto con Legge 386 del 30/4/1976, che assegnava tra l'altro le competenze residue alle Regioni interessate.
L'archivio storico (documenti, mappe...) è rimasto in gran parte a Ferrara e Bologna, sedi originarie dei vari servizi resi dall'Ente Delta.
Con apposite Leggi regionali furono così istituiti nel 1977 l'E.R.S.A. in Emilia-Romagna (L.R. 13/5/1977, n. 19) e l'E.S.A.V. in Veneto (L.R. 9/3/1977, n. 27). Con successive leggi regionali, le rispettive funzioni residue vennero assunte direttamente dagli uffici facenti capo all'assessorato all'Agricoltura delle Regioni, anche mediante Agenzie regionali dedicate.

## Conseguenze sull'economia
L'Ente fu concepito principalmente per scopi sociali/assistenziali, nonostante il progetto costitutivo prevedesse anche servizi di carattere botanico, agrotecnico, agronomico, zootecnico, meteorologico; in un periodo agli albori del boom economico.
I territori interessati erano abitati principalmente da famiglie indigenti di braccianti agricoli e pescatori, con prole numerosa. Le pochissime aziende erano legate anch'esse al settore primario.
Fu soprattutto il grande sviluppo economico cominciato in quegli anni a rendere la nostra agricoltura avanzata da punto di vista della produzione per ettaro e della produttività del settore primario. Il miracolo economico provocò da un lato la forte diminuzione della popolazione nelle campagne e dall'altro rese disponibili risorse per la meccanizzazione ed un uso esteso della chimica in agricoltura.
Pur in presenza di eccellenze nella produzione per ettaro e per qualità, mantenute tuttora, la nostra agricoltura cominciò a perdere di produttività con l'apertura dei mercati dovuta all'ingresso nella Comunità Europea e alle successive politiche di disincentivazione delle eccedenze e di riduzione dei sussidi agli agricoltori.
Come quelle precedenti, la riforma agraria portata avanti dall'Ente Delta Padano rendevano evidente, nel contesto del mercato unico europeo, l'eccessiva frammentazione della superficie agraria e il dimensionamento troppo piccolo delle aziende agricole italiane.
Le conseguenze sono state un progressivo ulteriore spopolamento delle campagne e la cessione delle aziende riscattate e gestite dai coltivatori diretti a società e imprese operanti nel settore o alla proprietà fondiaria delle classi medio alte. La parte del territorio situata in Emilia-Romagna, grazie ad una maggiore propensione dei coltivatori diretti ad associarsi in cooperative, ha resistito maggiormente a questa tendenza.
In questi anni, cessata l'urgenza di provvedere ad assegnare piccoli appezzamenti di terra per la sussistenza delle famiglie numerose dei braccianti; con l'aumento della ricchezza disponibile, le modifiche dei consumi conseguenti, la valorizzazione e la maggior consapevolezza delle tematiche relative all'ecologia, l'incremento di varie forme di turismo correlate all'ambiente, ci si è resi conto come un territorio composto da lagune e valli da pesca sia più produttivo anche soltanto sotto il profilo economico rispetto ad un terreno bonificato, considerando anche gli investimenti iniziali necessari per le opere di governo delle acque, naturalmente senza prescindere da un adeguato grado di sicurezza idraulica.